# John J. Gorman

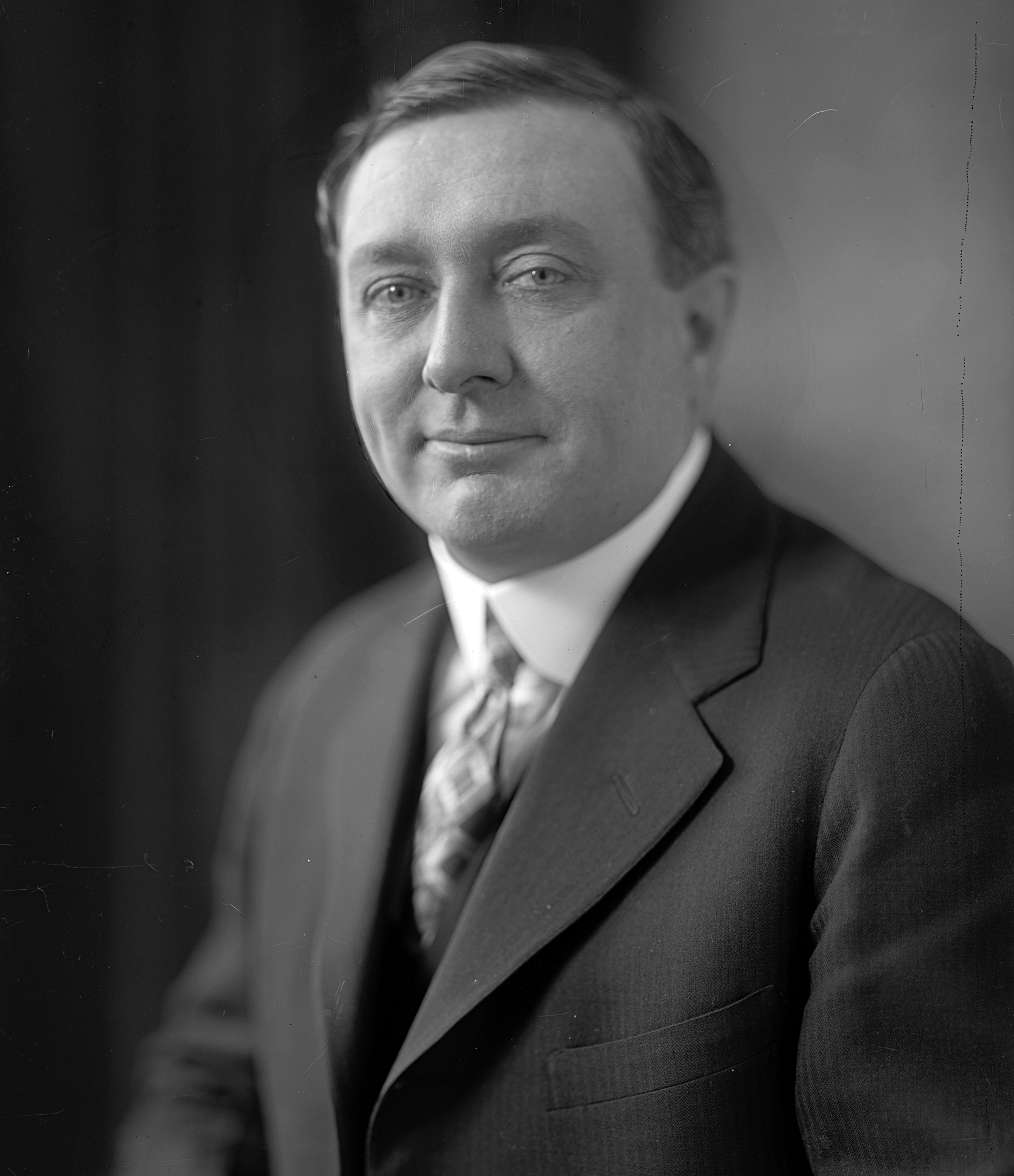
John J. Gorman

John Jerome Gorman (* 2. Juni 1883 in Minneapolis, Minnesota; † 24. Februar 1949 in Chicago, Illinois) war ein US-amerikanischer Politiker. Zwischen 1921 und 1927 vertrat er zweimal den Bundesstaat Illinois im US-Repräsentantenhaus.

## Werdegang
John Gorman besuchte die öffentlichen Schulen und das Bryant and Stratton Business College in Chicago. Seit 1902 arbeitete er bei der Post von Chicago, unter anderem als Briefträger. Nach einem Jurastudium an der dortigen Loyola University und seiner 1914 erfolgten Zulassung als Rechtsanwalt begann er in Chicago in diesem Beruf zu praktizieren. Gleichzeitig schlug er als Mitglied der Republikanischen Partei eine politische Laufbahn ein. Im Jahr 1920 war er Mitglied einer Versammlung zur Überarbeitung der Verfassung von Illinois.
Bei den Kongresswahlen des Jahres 1920 wurde Gorman im sechsten Wahlbezirk seines Staates in das US-Repräsentantenhaus in Washington, D.C. gewählt, wo er am 4. März 1921 die Nachfolge von James McAndrews antrat. Da er im Jahr 1922 nicht bestätigt wurde, konnte er bis zum 3. März 1923 zunächst nur eine Legislaturperiode im Kongress verbringen. Danach praktizierte er wieder als Anwalt. Bei den Wahlen des Jahres 1924 wurde er erneut im sechsten Distrikt von Illinois in den Kongress gewählt, wo er am 4. März 1925 James R. Buckley ablöste, der zwei Jahre zuvor sein Nachfolger geworden war. Bis zum 3. März 1927 konnte er eine weitere Amtszeit im Repräsentantenhaus absolvieren. Im Jahr 1928 wurde er nicht wiedergewählt.
Nach dem endgültigen Ende seiner Zeit im Kongress betätigte sich John Gorman wieder als Rechtsanwalt in Chicago, wo er am 24. Februar 1949 starb.